# スマリー・モンタノ
スマリー・モンタノ（Sumalee Montano、1972年8月3日 - ）は、アメリカ合衆国の俳優・声優。オハイオ州コロンバス出身。1993年にハーバード大学を卒業した。

## フィルモグラフィ

### 映画
- Teknolust - ネリア （ノンクレジット）
- マイノリティ・リポート - ビルボードを話す （ノンクレジット）
- ハンコック - ニュースアンカー（ノンクレジット）

### テレビドラマ
- ER緊急救命室 - デュバタ・マハル （挿10話）
- ザ・ホワイトハウス - ビンク・レポーター＃1  （挿2話）
- ボストン・リーガル -  博士リンダ・コービン （挿1話）
- BONES - アレクサンドラ・コムズ （挿1話）
- NIP/TUCK マイアミ整形外科医 - 博士呉（挿1話）
- グローリー・ダイズ
- Commander in Chief - エアフォースワンレポーター （挿1話）
- ザ・ファインダー 千里眼を持つ男（英語版）- リー・スコット
- NCIS:LA〜極秘潜入捜査班 -Yen Tran (1 episode)
- This Is Us - ゲイル・ジャスパー (リカーリング)
- ロスト・シンボル - イノウエ・サトウ

### テレビアニメ
- 超ロボット生命体 トランスフォーマー プライム - アーシー

### アニメ映画
- Kung Fu Panda: Secrets of the Masters （ビデオショート）- 蘇呉、ウィング呉、ワン呉

### ゲーム
- Star Wars: Knights of the Old Republic
- APB: All Points Bulletin - 女優
- Call of Juarez: The Cartel - シェーン・ディクソン
- X-Men: Destiny - ミスティーク
- Dead Island - イェリナー/追加の声
- スカイランダース スパイロズ・アドベンチャー - カリ
- スカイランダース・ジャイアンツ - カリ